# Siernieczek

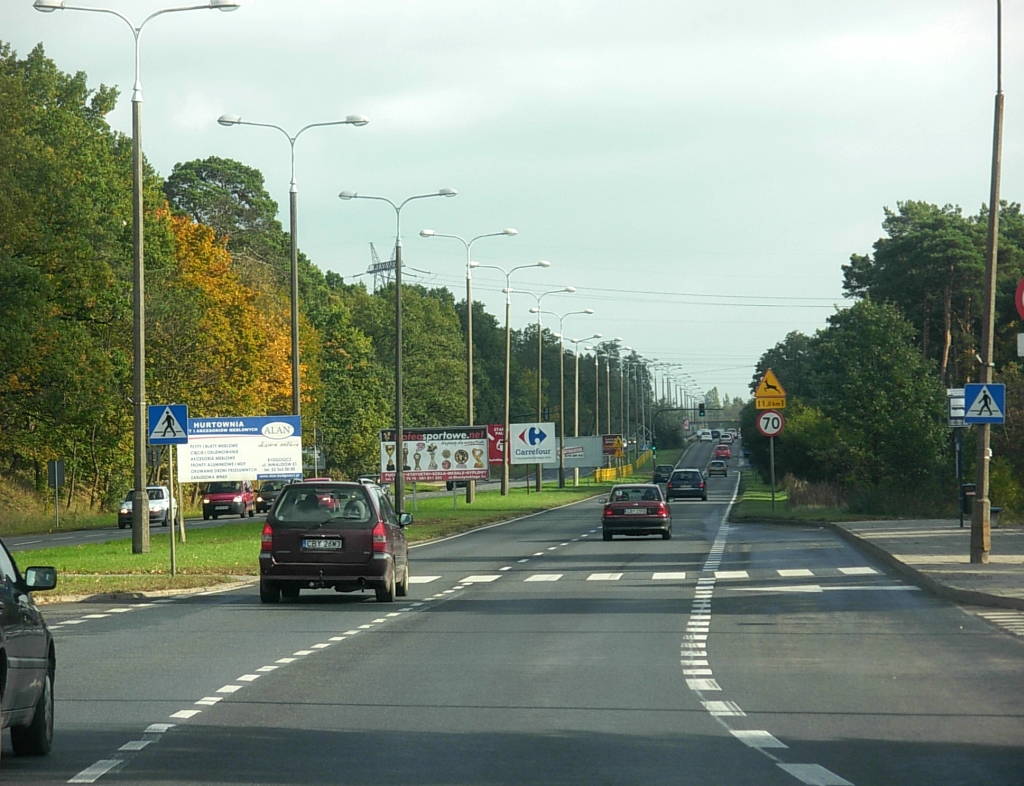
Ulica Fordońska na Siernieczku

Siernieczek – osiedle Bydgoszczy znajdujące się między „starą” częścią miasta a Fordonem przyłączonym do niego w 1973 r. Sąsiaduje z osiedlami: Bydgoszcz Wschód, Zimne Wody, Brdyujście i Lasem Gdańskim.
Granice osiedla wyznaczają:
- od północy – Wiadukty Warszawskie
- od zachodu – ul. Sporna
- od południowego zachodu – rzeka Brda
- od wschodu – tory kolejowe wzdłuż ul. Przemysłowej oraz (od skrzyżowania torowisk) tory kolejowe wzdłuż zachodniej granicy Cmentarza Komunalnego przy ul. Wiślanej
- od północy – tory kolejowe magistrali węglowej (wcześniej biegnące wzdłuż ul. Lewińskiego)
- oraz ponownie od zachodu – granica lasu do wschodniego krańca Wiaduktów Warszawskich.

Osiedle w większości ma charakter składowo-przemysłowy. Zabudowa mieszkalna skupiona jest głównie na osiedlu przy ul. Sochaczewskiej oraz wzdłuż ul. Przemysłowej. W skład osiedla wchodzi wyspa na Brdzie oraz port rzeczny.

## Historia osiedla
Majętność Sierniczek (urzędowo Sierneczek) około 1840 r. należała do dziedziców dóbr żołędowskich. Na początku XX w. zajmowała obszar 243 ha i zamieszkiwało ją 71 osób. Na jej terenie znajdowała się wówczas m.in. kopalnia żwiru.

## Ważniejsze obiekty
- komunikacyjno-transportowe:
  - Port rzeczny w Bydgoszczy
  - pętla autobusowa Przemysłowa
  - Most kolejowy magistrali węglowej w Bydgoszczy
- gospodarcze:
  - Żegluga Bydgoska
  - Grupa Atlas – zakład produkcyjny
  - La Mare - największy w Europie producent houseboatów (ul. Portowa)[3]
- oświatowe:
  - Zespół Szkół nr 17 (w tym działająca od 1948 SP nr 19) – przy ul. Kaplicznej
- kościół:
  - św. Stanisława Biskupa i Męczennika
- cmentarz:
  - rzymskokatolicki parafii św. Stanisława Biskupa przy ul. Kaplicznej

## Komunikacja
Przez Siernieczek przejeżdżają następujące linie komunikacji miejskiej:
- 64 – Barwna – Przemysłowa
- 65 – Nad Wisłą – Dworzec Leśne (wybrane kursy Łoskoń)
- 69 – Tatrzańskie – Błonie (wszystkie kursy przez Centrum Onkologii)
- 73 – Kapuściska – Eskulapa (wybrane, skrócone kursy: Łęgnowo, Dworzec Bielawy (w sezonie), Stomil)
- 74 – Wyścigowa – Tatrzańskie
- 83 – Czyżkówko– Tatrzańskie
- 89 – Tatrzańskie – Błonie
- 31N – Łoskoń/Zajezdnia – Dworzec Leśne (wybrane kursy do Podkowy)
- 32N – Dworzec Błonie – Tatrzańskie (wybrane kursy do Łoskoń/Zajezdnia)
- 33N – Piaski – Tatrzańskie (wybrane kursy do Łoskoń/Zajezdnia)

Przez północną część osiedla biegnie droga krajowa nr 80.
Przebiegają tędy również tory linii kolejowych 18, 201 oraz 209.
Latem 2018 władze miejskie ogłosiły przetarg na utwardzenie ul. Kaplicznej (830 m), z pierwotnym terminem realizacji do października 2019, jednak ostatecznie warta ponad 6 mln zł inwestycja została zrealizowana od kwietnia do września 2020. Ponadto, dzięki partycypacji mieszkańców, w 2018 utwardzona została ulica Osiedle Rzemieślnicze.